# Shirley MacLaine

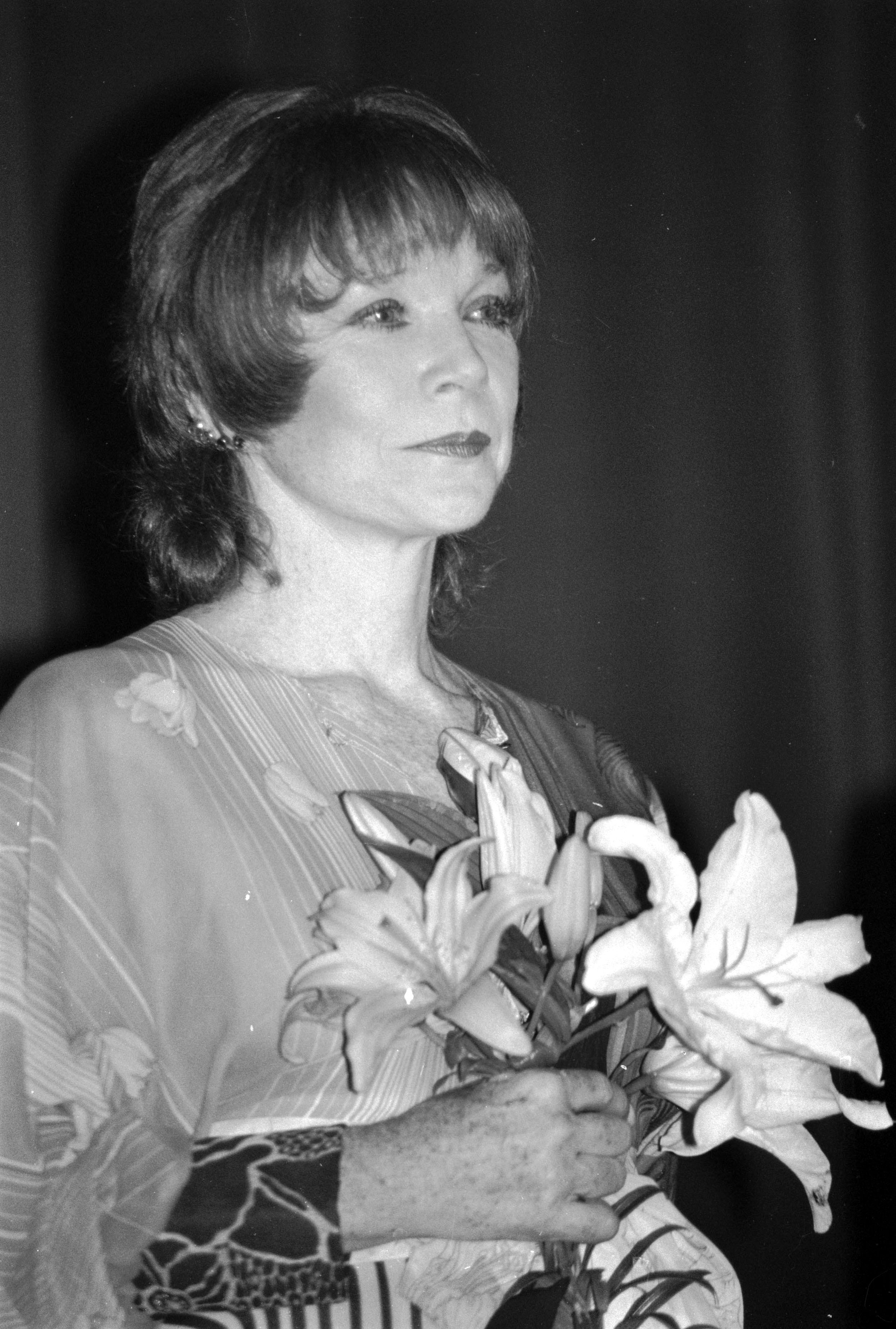
Shirley MacLaine, 1987

Shirley MacLaine (* 24. April 1934 als Shirley MacLean Beaty in Richmond, Virginia) ist eine US-amerikanische Schauspielerin, Tänzerin und esoterische Bestseller-Autorin. Sie wurde im Laufe ihrer mehr als 60-jährigen Filmkarriere mit zahlreichen Preisen ausgezeichnet; so erhielt sie unter anderem 1984 für Zeit der Zärtlichkeit den Oscar als beste Hauptdarstellerin.

## Leben und Karriere

### Frühes Leben

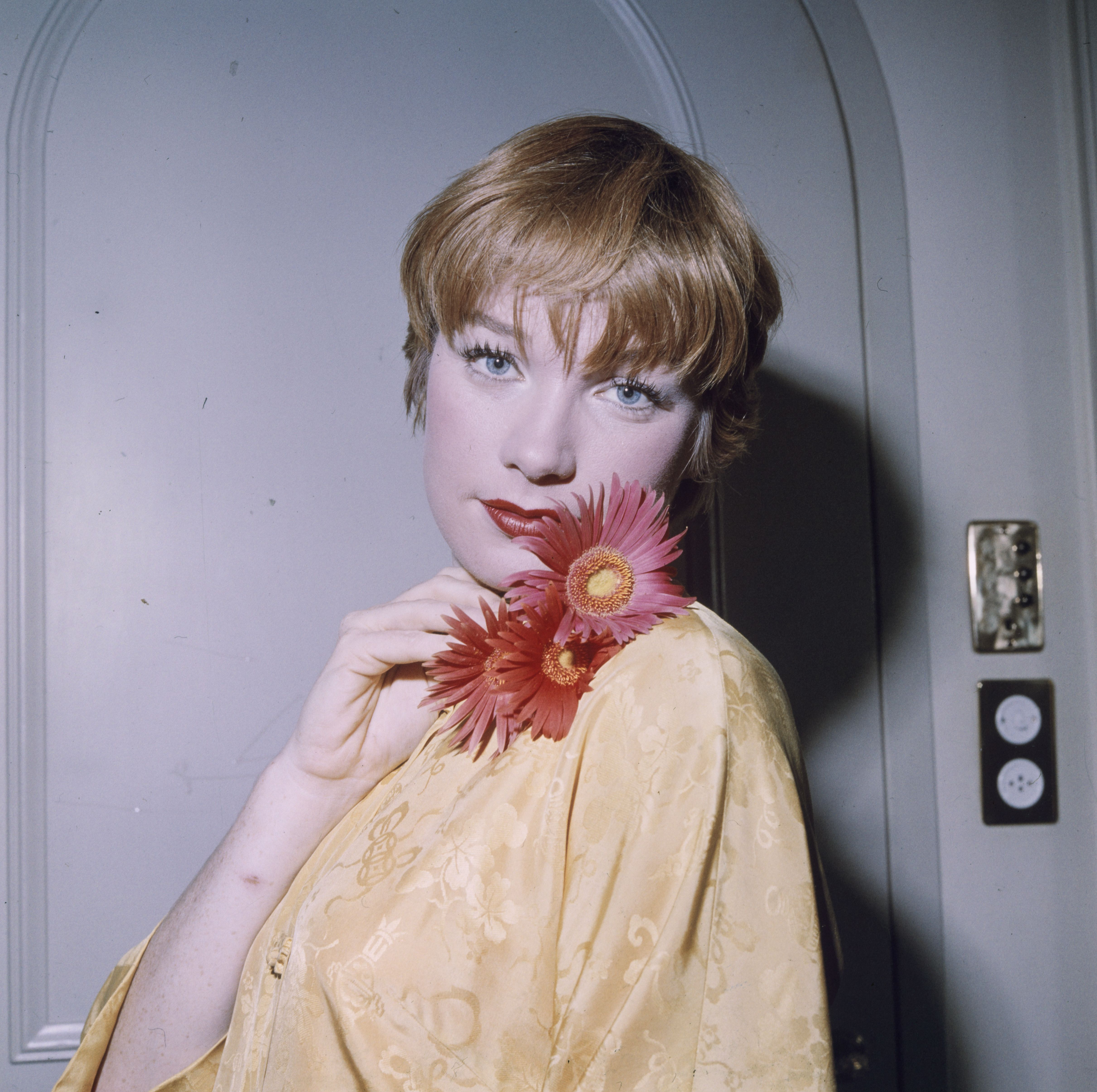
Shirley MacLaine, Foto: Hans Gerber, Comet Photo, Bildarchiv der ETH Zürich, 1960

Sie ist die Tochter des Musikers Ira Beaty und der Schauspiellehrerin und ehemaligen Schauspielerin Kathlyn MacLean und die ältere Schwester des Schauspielers Warren Beatty. Sie nahm bereits im Alter von drei Jahren Ballettunterricht an der Washington School of Ballet und trat mit vier Jahren vor Publikum auf. Sie besuchte die Washington-Lee High School in Arlington, wo sie unter anderem Cheerleaderin eines Baseballteams war. Nach dem Schulabschluss zog sie 1952 nach New York, um als Schauspielerin und Tänzerin am Broadway zu arbeiten. Ihren Geburtsnamen MacLean Beaty änderte sie in MacLaine.

### Schauspielkarriere
Am Beginn ihrer Karriere standen Gelegenheitsjobs zum Beispiel als Model und kleinere Rollen. Ihre erste bedeutendere Rolle am Broadway hatte sie 1954 in dem Musical The Pajama Game als Zweitbesetzung und späterer Ersatz der seinerzeit bekannteren Schauspielerin und Tänzerin Carol Haney. Entdeckt wurde sie von dem Regisseur und Produzenten Hal B. Wallis, der sie mit einem Fünfjahresvertrag für das Filmstudio Paramount ausstattete.
Ihr Filmdebüt gab Shirley MacLaine 1955 in der Komödie Immer Ärger mit Harry (The Trouble with Harry) von Alfred Hitchcock, für die sie im selben Jahr einen Golden Globe als beste Nachwuchsdarstellerin gewann. Sie verkörperte dabei, bei den Dreharbeiten zwanzig Jahre alt, in der weiblichen Hauptrolle die glücklich verwitwete Mutter eines etwa sechsjährigen Sohnes. In der Folgezeit wurde MacLaine zunächst überwiegend in Komödien besetzt, so etwa in Maler und Mädchen an der Seite von Jerry Lewis und Dean Martin. In dem mit dem Oscar als Bester Film ausgezeichneten, dreistündigen Abenteuerfilm In 80 Tagen um die Welt übernahm sie die weibliche Hauptrolle der Prinzessin.
Viele ihrer bekanntesten und wichtigsten Filmrollen hatte sie Ende der 1950er- und in der ersten Hälfte der 1960er-Jahre. Mit Vincente Minnellis Melodram Verdammt sind sie alle gelang es ihr 1958 als Filmpartnerin von Frank Sinatra, auch als dramatische Schauspielerin auf sich aufmerksam zu machen. In dem Filmklassiker Das Appartement von Billy Wilder spielte sie 1960 eine junge Frau, die eine unglückliche Affäre mit einem verheirateten Vorgesetzten eingeht und sich beinahe umbringt. Im darauffolgenden Jahr spielte sie in dem Drama Infam (The Children’s Hour) neben Audrey Hepburn eine angedeutet lesbische Lehrerin. Bei Billy Wilders Komödie Das Mädchen Irma la Douce verkörperte sie die Titelfigur einer Pariser Prostituierten, wobei wie bereits bei Das Appartement ihr Filmpartner Jack Lemmon war. Für Verdammt sind sie alle, Das Appartement und Irma la Douce war sie für einen Oscar nominiert.
Die meist kurzhaarige MacLaine verkörperte und prägte mit Aussehen und Ausstrahlung, Verhalten und Stil ein modernes, aber zugleich verletzliches und selbstbewusstes Frauenbild, das sich im Hollywood der 1950er-Jahre sowohl von sexualisierten „Sexbomben“ als auch vom braven „Mädchen von nebenan“ abhob. MacLaine pflegte enge Freundschaften mit den Mitgliedern des Rat Pack um Frank Sinatra, Sammy Davis junior und Dean Martin. Sie verbrachte viel Zeit mit ihnen in Las Vegas und unternahm gelegentlich gemeinsame Auftritte. Sie wird daher oft auch selbst zum Rat Pack oder zumindest zu dessen erweitertem Kreis gezählt. Sie kann neben Angie Dickinson auch als letzte Überlebende aus dem Rat Pack bzw. dessen erweitertem Kreis gelten. In dem Rat-Pack-Film Frankie und seine Spießgesellen übernahm sie 1960 einen Cameo-Auftritt.
MacLaine zeichnet sich in ihren Rollen durch große Vielseitigkeit aus, ihre Bandbreite reicht von sehr tragischen bis hin zu sehr komischen Rollen. In der Komödie Siebenmal lockt das Weib von 1967 konnte sie diese Vielseitigkeit in gleich sieben Rollen unter Beweis stellen. 1970 verkörperte sie in Don Siegels Western Ein Fressen für die Geier an der Seite von Clint Eastwood eine Nonne. In den 1970er- und 1980er-Jahren veröffentlichte sie erste Bücher und machte selbst einen Film: The Other Half of the Sky: A China Memoir, einen Dokumentarfilm über die Volksrepublik China, den sie zusammen mit der Filmemacherin Claudia Weill drehte. 1975 war sie für diesen für einen Oscar nominiert.
1977 fuhr sie für ihre Darstellung einer ehemaligen Tänzerin im mittleren Alter in Am Wendepunkt erneut eine Oscar-Nominierung ein. Zwei Jahre später war sie unter Regie von Hal Ashby in dessen zivilisationskritischer Komödie Willkommen Mr. Chance in der weiblichen Hauptrolle der Gattin eines schwerreichen, sterbenden Mannes zu sehen. 1983 wurde sie für ihre Leistung im Mutter-Tochter-Drama Zeit der Zärtlichkeit (Terms of Endearment), in dem sie an der Seite von Debra Winger und Jack Nicholson spielte, im fünften Anlauf mit dem Oscar als beste Hauptdarstellerin ausgezeichnet.

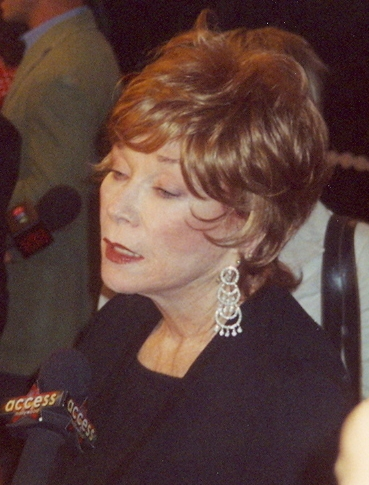
Shirley MacLaine, 2005

Nach fünfjähriger Abstinenz kehrte sie 1988 mit dem Film Madame Sousatzka auf die Kinoleinwand zurück. 1989 spielte sie in dem Filmdrama Magnolien aus Stahl – Die Stärke der Frauen neben Sally Field, Dolly Parton, Olympia Dukakis, Daryl Hannah und Julia Roberts eine der Hauptrollen. Der Film lief 1990 außerhalb des Wettbewerbs auf der Berlinale. 1996 erschien Jahre der Zärtlichkeit – Die Geschichte geht weiter, eine weniger erfolgreiche Fortsetzung von Zeit der Zärtlichkeit, mit ihr in den Kinos. 2005 war die inzwischen 71-jährige MacLaine in einem Remake der Fernsehserie Verliebt in eine Hexe zu sehen. Im selben Jahr übernahm sie eine Rolle in dem Film Wo die Liebe hinfällt ... (Rumor Has It …), in dem eine junge Frau (Jennifer Aniston) feststellt, dass ihre Familie das Vorbild für den Film Die Reifeprüfung lieferte. MacLaine spielte die Frau, die mit dem Nachbarsjungen eine Affäre hat, also das Vorbild für die Figur der Mrs. Robinson gab.
Für ihre Rolle in dem Film In den Schuhen meiner Schwester (In Her Shoes) mit Cameron Diaz und Toni Collette war sie 2006 bei den Golden Globes als beste Nebendarstellerin nominiert. Eine weitere Golden-Globe- sowie eine Emmy- und eine Screen-Actors-Guild-Awards-Nominierung brachte ihr 2009 die Darstellung der gealterten Coco Chanel in Christian Duguays gleichnamigem Fernsehfilm ein. 2012 war sie in mehreren Folgen der britischen Serie Downton Abbey zu sehen, im darauffolgenden Jahr spielte sie die Mutter von Ben Stillers Hauptfigur in der Tragikomödie Das erstaunliche Leben des Walter Mitty. 2017 übernahm MacLaine eine Hauptrolle in der Filmkomödie Zu guter Letzt an der Seite von Amanda Seyfried.
Ihre deutsche Synchronstimme sprach in den meisten Filmen Renate Danz, seit 2003 übernahm diese Aufgabe Judy Winter.

### Privates
Am 17. September 1954 heiratete sie den Produzenten Steve Parker. Am 1. September 1956 kam ihre Tochter Stephanie Sachiko (Sachi) zur Welt. Die Ehe wurde 1982 geschieden. Von 1962 bis 1964 hatte sie eine intensive Liebesbeziehung mit Robert Mitchum, die endete, als er zu Frau und Kindern zurückkehrte.
MacLaine gilt politisch als linksliberal. Sie engagierte sich gegen den Vietnamkrieg und unterstützte mehrfach Politiker der Demokraten im Wahlkampf, unter anderem Robert F. Kennedy.

## Betätigung als Autorin, Kontroversen und Rezeption
Seit 1970 hat MacLaine als Autorin über ein Dutzend Bücher geschrieben, überwiegend zu autobiografischen und spirituellen Themen. Einige ihrer Bücher wurden zu Bestsellern und auch ins Deutsche übersetzt.
In vielen ihrer Bücher schreibt MacLaine über ihre spirituelle und esoterische Weltanschauung, ihre angeblichen Erfahrungen aus früheren Leben sowie ihre angeblichen Kontakte mit Außerirdischen. Auf Lesungen berichtet sie außerdem von UFOs und verbreitet Verschwörungstheorien. Darüber hinaus bekennt sie sich zum Ramtha-Kult von JZ Knight.
Der deutsche Komiker Hape Kerkeling begab sich im Jahr 2001, beeinflusst durch die Lektüre von MacLaines Buch Der Jakobsweg: eine spirituelle Reise, auch auf eine Pilgerreise nach Santiago de Compostela. Das Buch sowie ein Wanderführer waren auf der Wallfahrt seine einzige Lektüre. Er berichtete darüber in seinem 2006 erschienenen Reisebericht und späteren Bestseller Ich bin dann mal weg – Meine Reise auf dem Jakobsweg.
Im Jahr 2015 erntete Shirley MacLaine öffentliche Kritik für mehrere Passagen in ihrem 2015 erschienenen Buch Was wäre.... Insbesondere eine Stelle über den Holocaust erregte Anstoß: „Was wäre, wenn die meisten Holocaust-Opfer ihr Karma aus früheren Zeiten ausgleichen würden, als sie römische Soldaten waren, die Christen töteten, die Kreuzfahrer, die Millionen im Namen des Christentums ermordeten, Soldaten von Hannibal oder diejenigen, die mit Alexander durch den Nahen Osten stürmten? ... Die Energie des Tötens ist endlos und wird sowohl vom Mörder als auch von der Mörderin erlebt.“ Weiterhin wurde eine Passage, in der sie sich fragt, ob Stephen Hawking sich unterbewusst selbst an ALS erkranken lassen habe, von Behindertenverbänden kritisiert.

## Filmografie (Auswahl)
- 1955: Immer Ärger mit Harry (The Trouble with Harry)
- 1955: Maler und Mädchen (Artists And Models)
- 1956: In 80 Tagen um die Welt (Around the World in 80 Days)
- 1958: Die Heiratsvermittlerin (The Matchmaker)
- 1958: Hitzewelle (Hot Spell)
- 1958: In Colorado ist der Teufel los (The Sheepman)
- 1958: Verdammt sind sie alle (Some Came Running)
- 1959: Immer die verflixten Frauen (Ask Any Girl)
- 1959: Viele sind berufen (Career)
- 1960: Can-Can
- 1960: Das Appartement (The Apartment)
- 1960: Frankie und seine Spießgesellen (Ocean’s Eleven)
- 1961: Alles in einer Nacht (All In A Night’s Work)
- 1961: Der Fehltritt (Two Loves)
- 1961: Infam (The Children’s Hour)
- 1962: Meine Geisha (My Geisha)
- 1962: Spiel zu zweit (Two for the Seesaw)
- 1963: Das Mädchen Irma la Douce (Irma La Douce)
- 1964: Immer mit einem anderen (What a Way to Go!)
- 1964: Der gelbe Rolls-Royce (The Yellow Rolls-Royce)
- 1965: Eine zuviel im Harem (Please Come Home)
- 1966: Das Mädchen aus der Cherry-Bar (Gambit)
- 1967: Siebenmal lockt das Weib (Woman Times Seven)
- 1968: Sweet Charity
- 1968: Hausfreunde sind auch Menschen (The Bliss of Mrs. Blossom)
- 1970: Ein Fressen für die Geier (Two Mules for Sister Sara)
- 1971: Verzweifelte Menschen (Desperate Characters)
- 1972: The Possession of Joel Delaney
- 1975: The Other Half of the Sky: A China Memoir (Dokumentarfilm, Produktion, Konzept, Kommentar & Co-Regie)
- 1976: Circasia (Kurzfilm)
- 1977: Am Wendepunkt (The Turning Point)
- 1979: Willkommen Mr. Chance (Being There)
- 1980: Jahreszeiten einer Ehe (A Change of Seasons)
- 1980: Walzer vor dem Frühstück (Loving Couples)
- 1983: Zeit der Zärtlichkeit (Terms of Endearment)
- 1983: Auf dem Highway ist wieder die Hölle los (Cannonball Run II)
- 1987: Zwischenleben (Out on a Limb)
- 1988: Madame Sousatzka
- 1989: Magnolien aus Stahl (Steel Magnolias)
- 1989: Zeichen und Wunder (Waiting for the Light)
- 1990: Grüße aus Hollywood (Postcards From The Edge)
- 1991: Rendezvous im Jenseits (Defending Your Life)
- 1992: Die Herbstzeitlosen (Used People)
- 1993: Walter & Frank – Ein schräges Paar (Wrestling Ernest Hemingway)
- 1994: Tess und ihr Bodyguard (Guarding Tess)
- 1995: The West Side Waltz (Fernsehfilm)
- 1996: Jahre der Zärtlichkeit – Die Geschichte geht weiter (The Evening Star)
- 1996: Mrs. Winterbourne
- 1997: A Smile Like Yours – Kein Lächeln wie deins (A Smile Like Yours)
- 1999: Jeanne d´ Arc – Die Frau des Jahrtausends (Joan of Arc)
- 2000: Bruno (Schauspiel und Regie)
- 2001: These Old Broads
- 2002: Salem Witch Trials (Fernsehfilm)
- 2002: Hell on Heels: The Battle of Mary Kay (Fernsehfilm)
- 2003: Carolina – Auf der Suche nach Mr. Perfect (Carolina)
- 2005: Wo die Liebe hinfällt … (Rumor Has It)
- 2005: Verliebt in eine Hexe (Bewitched)
- 2005: In den Schuhen meiner Schwester (In Her Shoes)
- 2007: Closing the Ring – Geheimnis der Vergangenheit (Closing the Ring)
- 2008: Coco Chanel (Fernsehfilm)
- 2009: Anne of Green Gables: A New Beginning (Fernsehfilm)
- 2010: Valentinstag (Valentine’s Day)
- 2011: Bernie – Leichen pflastern seinen Weg (Bernie)
- 2012: Downton Abbey (Fernsehserie, drei Episoden)
- 2013: Das erstaunliche Leben des Walter Mitty (The Secret Life of Walter Mitty)
- 2014: Elsa & Fred
- 2014: Glee (Fernsehserie, zwei Episoden)
- 2016: Wild Oats (Fernsehfilm)
- 2016: Himmlische Weihnachten (A Heavenly Christmas) (Fernsehfilm)
- 2017: Zu guter Letzt (The Last Word)
- 2018: Die kleine Meerjungfrau (A Little Mermaid)
- 2019: Noelle
- 2022: Raus aus dem Haus – Living the American Dream (American Dreamer)
- 2022: Only Murders in the Building (Fernsehserie, zwei Folgen)

## Bibliografie
- Don't Fall Off the Mountain. The Bodley Head, London, Sydney und Toronto, 1970
- Tanz im Licht. Goldmann, München 1985
- Zwischenleben. Goldmann, München 1985
- Out on a Limb. Bantam books, London, 1986
- You Can Get There from Here. Bantam Books, New York, 1986
  - Deutsch von Elke vom Scheidt: Schritt für Schritt. Goldmann TB 8807, München 1987, ISBN 3-442-08807-0
- Raupe mit Schmetterlingsflügeln. Eine Autobiographie. Goldmann, München 1988, ISBN 3-442-08949-2
- Zauberspiel. Goldmann Verlag München 1987
- It’s All in the Playing. Bantam Books 1988
- Die Reise nach Innen. Mein Weg zu spirituellem Bewußtsein. Goldmann, München 1989, ISBN 3-442-30546-2
- Going Within. A Guide for Inner Transformation. 1990
- Dance While You Can. Bantam Books, New York u. a., 1991
  - Deutsch: Tanze, so lange du kannst. Mein Leben. Goldmann, München 1992, ISBN 3-442-42609-X
- My Lucky Stars – A Hollywood Memoir. Bantam Books, New York 1995
  - Deutsch von Uschi Gnade: Glückssterne. Mein Leben. Goldmann, München 1996, ISBN 3-442-30665-5
- The Camino – A Journey of the Spirit. Atria 2001, ISBN 0-7434-0073-9
  - Deutsch: Der Jakobsweg – Eine spirituelle Reise. GROA Verlag, Plön 2015, ISBN 978-3-933119-82-7
- Out on a Leash: Exploring the Nature of Reality and Love. Atria 2004, ISBN 978-0-7434-8616-3
  - Deutsch: Eine unsterbliche Liebe: Wie mein Hund mich lehrte, mit dem Herzen zu sehen. Goldmann, München 2004, ISBN 978-3-442-45762-5
- Sage-ing While Age-ing. Simon and Schuster, 2007
  - Deutsch von Nina Arrowsmith: Weiser, nicht leiser! Der Weg zu neuem Menschsein (mit Nina Arrowsmith). Ullstein, Berlin 2008, ISBN 978-3-548-74477-3
- I'm Over All That and Other Confessions. Atria, 2011, ISBN 978-1-4516-0729-1
  - Deutsch von Marion Reuter: Damit bin ich durch und weitere Geständnisse. Börsenmedien, Kulmbach 2011, ISBN 978-3-942888-80-6

## Auszeichnungen

### Academy Awards
- 1959 nominiert als „Beste Hauptdarstellerin“ in Verdammt sind sie alle
- 1961 nominiert als „Beste Hauptdarstellerin“ in Das Appartement
- 1964 nominiert als „Beste Hauptdarstellerin“ in Das Mädchen Irma la Douce
- 1976 nominiert für den „Besten Dokumentarfilm“ für The Other Half of the Sky: A China Memoir
- 1978 nominiert als „Beste Hauptdarstellerin“ in Am Wendepunkt
- 1984 ausgezeichnet als „Beste Hauptdarstellerin“ in Zeit der Zärtlichkeit

### American Comedy Awards
- 1993 ausgezeichnet für das komödiantische Lebenswerk

### British Academy Film Awards
- 1957 nominiert als „Beste ausländische Darstellerin“ in Immer Ärger mit Harry
- 1960 ausgezeichnet als „Beste ausländische Darstellerin“ in Immer die verflixten Frauen
- 1961 ausgezeichnet als „Beste ausländische Darstellerin“ in Das Appartement
- 1965 nominiert als „Beste ausländische Darstellerin“ in Das Mädchen Irma la Douce und Immer mit einem anderen
- 1981 nominiert als „Beste Hauptdarstellerin“ in Willkommen, Mr. Chance
- 1985 nominiert als „Beste Hauptdarstellerin“ in Zeit der Zärtlichkeit
- 1991 nominiert als „Beste Hauptdarstellerin“ in Grüße aus Hollywood und „Beste Nebendarstellerin“ in Magnolien aus Stahl

### Emmy Awards
- 1975 nominiert für das „Herausragende Special – Comedy-Varieté oder Musik“ für Shirley MacLaine: If They Could See Me Now
- 1976 ausgezeichnet für das „Herausragende Special – Comedy-Varieté oder Musik“ für Gypsy in My Soul
- 1977 nominiert für das „Herausragende Special – Comedy-Varieté oder Musik“ für The Shirley MacLaine Special: Where Do We Go from Here?
- 1979 nominiert für die „Herausragende Comedy-Varieté- oder Musiksendung“ für Shirley MacLaine at the Lido
- 1980 nominiert für die „Herausragende Varieté- oder Musiksendung“ für Shirley MacLaine … „Every Little Moment“
- 2009 nominiert als „Beste Hauptdarstellerin“ in einem Fernsehfilm oder Miniserie für Coco Chanel

### Golden Globe Awards
- 1955 ausgezeichnet als „Meistversprechende Nachwuchsdarstellerin“
- 1959 nominiert als „Beste Hauptdarstellerin – Drama“ in Verdammt sind sie alle
- 1959 ausgezeichnet mit einem Sonderpreis als „Vielseitigste Schauspielerin“
- 1960 nominiert als „Beste Hauptdarstellerin – Komödie oder Musical“ in Immer die verflixten Frauen
- 1961 ausgezeichnet als „Beste Hauptdarstellerin – Komödie oder Musical“ in Das Appartement
- 1962 nominiert als „Beste Hauptdarstellerin – Drama“ in Infam
- 1964 ausgezeichnet als „Beste Hauptdarstellerin – Komödie oder Musical“ in Das Mädchen Irma la Douce
- 1967 nominiert als „Beste Hauptdarstellerin – Komödie oder Musical“ in Das Mädchen aus der Cherry-Bar
- 1968 nominiert als „Beste Hauptdarstellerin – Komödie oder Musical“ in Siebenmal lockt das Weib
- 1970 nominiert als „Beste Hauptdarstellerin – Komödie oder Musical“ in Sweet Charity
- 1980 nominiert als „Beste Hauptdarstellerin – Komödie oder Musical“ in Willkommen, Mr. Chance
- 1984 ausgezeichnet als „Beste Hauptdarstellerin – Drama“ in Zeit der Zärtlichkeit
- 1988 nominiert als „Beste Hauptdarstellerin – Miniserie oder Fernsehfilm“ in Out on a Limb
- 1989 ausgezeichnet als „Beste Hauptdarstellerin – Drama“ in Madame Sousatzka
- 1991 nominiert als „Beste Nebendarstellerin“ in Grüße aus Hollywood
- 1993 nominiert als „Beste Hauptdarstellerin – Komödie oder Musical“ in Die Herbstzeitlosen
- 1995 nominiert als „Beste Hauptdarstellerin – Komödie oder Musical“ in Tess und ihr Bodyguard
- 1998 ausgezeichnet mit dem Cecil B. deMille Award für „Herausragende Beiträge im Bereich der Unterhaltung“
- 2003 nominiert als „Beste Hauptdarstellerin – Miniserie oder Fernsehfilm“ in Hell on Heels: The Battle of Mary Kay
- 2006 nominiert als „Beste Nebendarstellerin“ in In den Schuhen meiner Schwester
- 2009 nominiert als „Beste Hauptdarstellerin – Miniserie oder Fernsehfilm“ in Coco Chanel

### Internationale Filmfestspiele Berlin
- 1959 ausgezeichnet mit dem Silbernen Bären als „Beste Darstellerin“ in Immer die verflixten Frauen
- 1971 ausgezeichnet mit dem Silbernen Bären als „Beste Darstellerin“ in Verzweifelte Menschen
- 1999 ausgezeichnet mit dem Ehrenpreis des Goldenen Bären

Sie ist die einzige Frau, die in der Kategorie „Beste Darstellerin“ den Preis zweimal gewinnen konnte.

### Internationale Filmfestspiele Chicago
- 2005 ausgezeichnet mit dem Career Achievement Award

### Internationale Filmfestspiele von Venedig
- 1960 ausgezeichnet als „Beste Darstellerin“ in Das Appartement
- 1989 ausgezeichnet als „Beste Darstellerin“ in Madame Sousatzka

### New York Film Critics Circle Award
- 1960 ausgezeichnet als „Beste Hauptdarstellerin“ in Das Appartement
- 1983 ausgezeichnet als „Beste Hauptdarstellerin“ in Zeit der Zärtlichkeit
- 1989 ausgezeichnet als „Beste Hauptdarstellerin“ in Madame Sousatzka

### Weitere Auszeichnungen
- AFI Life Achievement Award (2012)
- Cinema Writers Circle Awards für den Film Can-Can (1962)
- David di Donatello für den Film Zeit der Zärtlichkeit (1984)
- Film Society of Lincoln Center (1995)
- Golden Apple Awards (1959)
- Goldene Kamera (1997)
- Hasty Pudding Theatricals (1963)
- 4 Laurel Awards für die Filme Irma la Douce, The Children's Hour, Das Appartement, Can-Can
- Lone Star Film & Television Awards (1997)
- National Board of Review für den Film Zeit der Zärtlichkeit (1983)
- Walk of Fame
- Women in Film Crystal Awards (1978)